# Siero fetale bovino

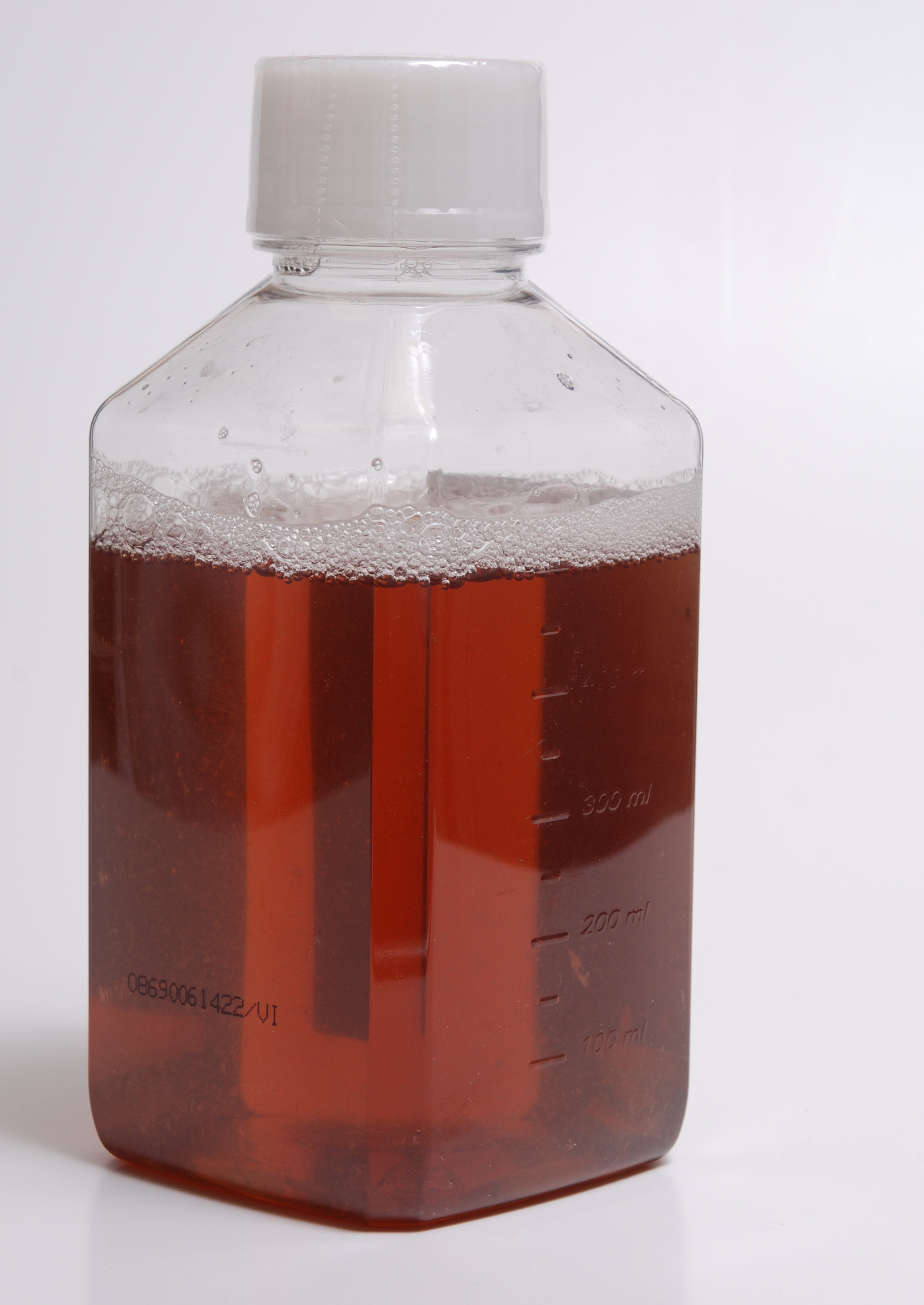
Siero fetale bovino per colture cellulari.

Il siero fetale bovino, spesso indicato con la sigla FBS (o FCS, dall'inglese fetal calf serum, siero fetale di vitello) è un liquido costituito dalla frazione del plasma sanguigno che rimane dopo la coagulazione del sangue e quindi della conversione di fibrinogeno in fibrina.
Il siero fetale bovino è un composto secondario dell'industria della carne, ottenuto dal sangue che viene raccolto dal feto di bovine gravide durante il processo di macellazione tramite un sistema chiuso di collettori che ne garantiscono la sterilità. Il siero fetale bovino è il supplemento più utilizzato per il mantenimento in vitro di colture cellulari di cellule eucariote. L'addizione di siero al terreno di coltura è fondamentale per l'apporto di fattori di crescita, ormoni, chelanti e sostanze detossificanti che inducono la sopravvivenza e la proliferazione delle cellule in coltura. Il siero di origine fetale è caratterizzato da una maggiore concentrazione di fattori di crescita e livelli inferiori di anticorpi rispetto al siero prelevato da un individuo adulto.

## Produzione del siero
La produzione del siero consiste, per prima cosa nell uccisione di una mucca incinta, per prelevare l'utero contenente il feto, da cui viene raccolto il sangue che viene generalmente prelevato attraverso una puntura cardiaca, inserendo l'ago attraverso le costole della gabbia toracica: questo sistema minimizza il rischio di contaminazione del siero da parte di microorganismi ambientali o provenienti dal feto stesso. Il sangue viene così raccolto in un contenitore sterile e lasciato coagulare. Il coagulo viene quindi rimosso tramite centrifugazione: l'emoglobina residua in soluzione è la responsabile della colorazione gialla del siero.
Il secondo stadio della lavorazione prevede la filtrazione, in genere tramite filtro a membrana con pori di diametro 0,1µm. Se destinato al mercato, il siero fetale bovino è soggetto a stringenti controlli di qualità e viene accompagnato da un certificato di analisi che riporta, oltre ai dati sull'origine e sulla lavorazione del prodotto, informazioni riguardanti l'effetto sulla crescita cellulare, sulla presenza di microrganismi e sulla presenza di micoplasma, virus, endotossine, emoglobina, anticorpi e proteine totali.

### Produzione globale e commercio
È stato stimato che il numero di feti bovini da cui viene prelevato il siero sia nell'ordine dei 2 milioni di unità annue. Ogni anno vengono così raccolti oltre 500.000 litri di siero, con un trend in netto aumento a causa dell'aumento di richiesta da parte delle industrie e allo sviluppo dei metodi in vitro.
Le maggiori compagnie che raccolgono il siero fanno parte della International Serum Industry Association (ISIA), associazione che assicura qualità e standard di produzione definiti.

## Utilizzo
Il mantenimento di linee cellulari in vitro richiede condizioni in grado di mimare l'ambiente presente in vivo per quel particolare tipo cellulare.
Il terreno di coltura contiene principalmente glucosio e aminoacidi con funzioni energetiche, tuttavia molte linee di cellule eucariote necessitano di altri fattori (principalmente fattori di crescita) e microelementi per sopravvivere e proliferare: queste sostanze sono fornite dal siero.
Il siero fetale bovino contiene proteine plasmatiche, fattori di crescita, fattori di adesione, sali minerali, chelanti, vitamine, elettroliti e altre sostanze che favoriscono la sopravvivenza e la proliferazione di cellule mantenute in coltura. Il siero, tuttavia, essendo un liquido biologico prelevato da animali (e non prodotto artificialmente), introduce numerose variabili nel sistema di coltura cellulare, in quanto la concentrazione dei vari componenti può variare nei differenti lotti.
Il siero è conservato congelato per preservarne la stabilità dei componenti.
Viene utilizzato principalmente nella produzione di vaccini, per far sviluppare le colture cellulari (di origini umane ed animali) presenti in essi e necessarie per la creazione degli stessi.

## Etica
Lo sviluppo di metodi in vitro come alternativa alla sperimentazione animale ha evidenziato l'aspetto contraddittorio dell'uso di siero fetale bovino. Le questioni etiche sono incentrate sia sulla sofferenza del feto durante la raccolta del siero sia sull uccisione di una mamma gravida e del suo figlio per ottenerlo. Sulla questione della sofferenza del feto, la mancanza della circolazione sanguigna materna dopo la morte della mamma dovrebbe provocare la morte del feto in pochi minuti in seguito a deprivazione di ossigeno. Le operazioni di raccolta del siero iniziano non prima dei 5 minuti dalla morte della madre (tempo necessario alle operazioni di eviscerazione) e durano fino ai 40 minuti dopo la morte della stessa. Il tempo che trascorre tra la morte della madre e la raccolta del siero dal feto è abbastanza lungo da ritenere bassa la probabilità di attività cerebrale nel feto, tuttavia non è possibile escludere che almeno in certi casi le operazioni di raccolta siano causa di dolore e sofferenza nel feto. Riguardo alla questione etica dell uccidere la mamma e il figlio, sono in corso ricerche per trovare un'alternativa all utilizzo del siero fetale per sostituirlo.

## Legislazione
La produzione di siero per l'industria biotecnologica e per la ricerca è altamente regolamentata, così come sono regolamentati il commercio e l'importazione di prodotti derivati da animali.
Il regolamento corrente concernente l'importazione di prodotti derivati da animali in Europa è stato descritto nel Regolamento (EU) 1774/2002 e successivamente sostituito dal Regolamento (EU) 1069/2009.